# Уилсон, Норман Фрэнк
Но́рман Фрэнк Уи́лсон (англ. Norman Frank Wilson; 5 сентября 1876 года, Камберленд — 14 июля 1956 года, Оттава) — канадский фермер и политик из провинции Онтарио. Член Палаты общин Канады (1904—1908).

## Биография
Родился 5 сентября 1876 года в тауншипе Камберленд (ныне — часть Оттавы) в семье Уильяма Уилсона и Мэри МакЭлрой. Окончил Колледж Верхней Канады и Сельскохозяйственный колледж Онтарио в Гуэлфе, после чего управлял фермой недалеко от Камберленда.
В 1904 году был избран членом Палаты общин Канады от избирательного округа Рассел, в парламенте представлял Либеральную партию. В 1908 году, после окончания срока своих полномочий, ушёл из политики, не выставив свою кандидатуру на очередных выборах.
В последние годы жизни имел проблемы со здоровьем. Умер 14 июля 1956 года в Оттаве.

## Личная жизнь
В 1905 году Норман Уилсон встретил на балу свою будущую жену — Кэрин Рей Маккей. Их познакомила Зои Лорье, супруга тогдашнего премьер-министра Канады Уилфрида Лорье. В 1909 году Норман и Кэрин поженились, впоследствии в их семье родились восемь детей. В 1930 году Кэрин Уилсон была назначена в Сенат Канады, став первой в истории страны женщиной-сенатором.